# Лисея
Лисе́я (порт. Liceia)  —  район (фрегезия) в Португалии,  входит в округ Коимбра. Является составной частью муниципалитета  Монтемор-у-Велью. Находится в составе крупной городской агломерации Большая Коимбра. По старому административному делению входил в провинцию Бейра-Литорал. Входит в экономико-статистический  субрегион Байшу-Мондегу, который входит в Центральный регион. Население составляет 1359 человек на 2001 год. Занимает площадь 13,20 км².